# El Putxet (Marqueixanes)
El Putxet, o Puget, és un turó de 326,2 m alt del terme comunal de Marqueixanes, de la comarca del Conflent, a la Catalunya del Nord.
És a la zona central - oriental del terme, a llevant del poble de Marqueixanes.